# Spanien ved sommer-OL 2020
Spanien deltog under Sommer-OL 2020 i Tokyo som blev afviklet i perioden 23. juli til 8. august 2021.

## Medaljer
| 2020 Tokyo | Guld | Sølv | Bronze | Total |
| Spanien    | 3    | 8    | 6      | 17    |

### Medaljevinderne
| Spanien under sommer-OL 2020 i Tokyo | Spanien under sommer-OL 2020 i Tokyo | Spanien under sommer-OL 2020 i Tokyo | Spanien under sommer-OL 2020 i Tokyo | Spanien under sommer-OL 2020 i Tokyo |
| Medalje                              | Navn | Sport                                | Event                                | Dato                                 |
| ------------------------------------ | --- | ------------------------------------ | ------------------------------------ | ------------------------------------ |
| Guld                                 | Alberto Fernández Fátima Gálvez | Skydning                             | Mixed trap team                      | 31. juli                             |
| Guld                                 | Sandra Sánchez | Karate                               | Women's kata                         | 5. august                            |
| Guld                                 | Alberto Ginés López | Sportsklatring                       | Men's combined                       | 5. august                            |
| Sølv                                 | Adriana Cerezo | Taekwondo                            | Women's 49 kg                        | 24. juli                             |
| Sølv                                 | Maialen Chourraut | Kano og kajak                        | Women's slalom K-1                   | 27. juli                             |
| Sølv                                 | Rayderley Zapata | Gymnastik                            | Øvelse på gulv                       | 1. august                            |
| Sølv                                 | Teresa Portela | Kano og kajak                        | K1 200 m                             | 3. august                            |
| Sølv                                 | Damián Quintero | Karate                               | Mændenes kata                        | 6. august                            |
| Sølv                                 | Saúl Craviotto Marcus Walz Carlos Arévalo Rodrigo Germade | Kano og kajak                        | Mændenes K-4 500 meter               | 7. august                            |
| Sølv                                 | Spaniens vandpolo hold - Marta Bach - Anni Espar - Clara Espar - Laura Ester - Judith Forca - Maica García Godoy - Irene González - Paula Leitón - Beatriz Ortiz - Pilar Peña - Elena Ruiz - Elena Sánchez - Roser Tarragó | Vandpolo                             | Women's tournament                   | 7. august                            |
| Sølv                                 | Spaniens fodboldlandshold - Marco Asensio - Dani Ceballos - Marc Cucurella - Álvaro Fernández - Eric García - Bryan Gil - Óscar Gil - Pedri González - Mikel Merino - Óscar Mingueza - Rafa Mir - Juan Miranda - Jon Moncayola - Dani Olmo - Mikel Oyarzabal - Javi Puado - Unai Simón - Carlos Soler - Pau Torres - Jesús Vallejo - Iván Villar - Martín Zubimendi | Fodbold                              | Men's tournament                     | 7. august                            |
| Bronze                               | David Valero | Cykling                              | MTB Cross Country                    | 26. juli                             |
| Bronze                               | Pablo Carreño Busta | Tennis                               | Herresingle                          | 31. juli                             |
| Bronze                               | Ana Peleteiro | Atletik                              | Damernes trespring                   | 1. august                            |
| Bronze                               | Joan Cardona Méndez | Sejlsport                            | Mændenes finn                        | 3. august                            |
| Bronze                               | Jordi Xammar Nicolás Rodríguez | Sejlsport                            | Mændenes 470                         | 4. august                            |
| Bronze                               | Spaniens håndboldlandshold - Julen Aguinagalde - Rodrigo Corrales - Alex Dujshebaev - Raúl Entrerríos - Ángel Fernández - Adrià Figueras - Antonio García Robledo - Aleix Gómez - Gedeón Guardiola - Eduardo Gurbindo - Jorge Maqueda - Viran Morros - Gonzalo Pérez de Vargas - Miguel Sánchez-Migallón - Daniel Sarmiento - Ferran Solé                           | Håndbold                             | Mændenes turnering                   | 7. august                            |